# سوتيرو لوبيز
سوتيرو لوبيز (بالإسبانية: Sotero López Clemente)‏ هو لاعب كرة قدم إسباني في مركز الدفاع، ولد في 12 أغسطس 1972 في البسيط في إسبانيا. لعب مع نادي الخيسيراس.